# Дрёмин, Дмитрий Феоктистович
Дмитрий Феоктистович Дрёмин (15 марта 1896 года, с. Кретовка, ныне Курманаевский район, Оренбургская область — 12 декабря 1953 года, Ташкент) — советский военный деятель, генерал-майор (1943). Герой Советского Союза (23.10.1943).

## Начальная биография
Дмитрий Феоктистович Дрёмин родился 15 марта 1896 года в селе Кретовка ныне Курманаевского района Оренбургской области в семье крестьянина.
Окончил неполную среднюю школу.
С 1909 по 1912 годы батрачил в родном селе.
В 1912 году вместе с родителями переехал в Бийск ныне Алтайского края. Работал на строительстве Алтайской железной дороги.

## Военная служба

### Первая мировая и гражданская войны
С 1915 по 1917 годы служил рядовым, затем унтер-офицером в Русской императорской армии, после чего вернулся на родину, где был избран членом земельного отдела революционного комитета села Солтон (Бийский уезд, Алтайская губерния). В сентябре 1918 года ушёл в партизаны.
С сентября 1920 года служил в рядах РККА. Командовал взводом и ротой в 7-м коммунистическом отряде. Принимал участие в Гражданской войне. С 1920 по 1921 годы участвовал в разгроме белогвардейских отрядов на Горном Алтае.
С октября 1921 года командовал ротой в Барнаульском отряде частей особого назначения.

### Межвоенное время
В 1924 году окончил 1-ю школу комсостава ЧОН в Омске.
С июня 1924 года командовал взвода 36-го стрелкового полка.
В 1926 году окончил Сибирские повторные курсы комсостава в Иркутске.
В ноябре 1927 года был назначен на должность курсового командира в Омской пехотной школе.
В 1927 году вступил в ряды ВКП(б).
В августе 1931 года Дрёмин был назначен на должность начальника хозяйственного довольствия Среднеазиатской пехотной школы, а с марта 1933 по январь 1937 годов служил на должности командира роты Объединённой Среднеазиатской Краснознамённой военной школе имени В. И. Ленина.
В 1937 году окончил курсы командного состава «Выстрел» в Москве.
С декабря 1937 годах командовал батальонами в Тбилисском и с октября 1938 года — в 1-м Краснодарском военных пехотных училищах.
В августе 1941 года был назначен на должность заместителя начальника Урюпинского пехотного училища.

### Великая Отечественная война
24 ноября 1941 года Дрёмин был назначен на должность командира 11-й отдельной стрелковой бригады, оборонявшейся в Донбассе. В апреле 1942 года на основе этой бригады в Тамбове была сформирована 107-я стрелковая дивизия, командиром которой был назначен Дрёмин. Дивизия принимала участие в Воронежско-Ворошиловградской операции. За невыполнение приказа командования о ликвидации плацдарма противника между реками Воронеж и Дон Дрёмин 29 ноября 1942 года был снят с должности командира дивизии.
В декабре 1942 года после пребывания в распоряжении Военного совета Воронежского фронта полковник Дрёмин был назначен на должность заместителя командира 309-й стрелковой дивизии. В феврале 1943 года был ранен и в течение месяца проходил лечение в военном госпитале. С излечением 2 марта 1943 года Дрёмин был назначен на должность командира 309-й стрелковой дивизии.
5 июля дивизия была переброшена на Курскую дугу в район Обояни на подкрепление 1-й танковой армии и 9 июля вступила в бой на южной фазе дуги в районе Малиновое — урочище Меловое. 12 июля дивизия перешла в контрнаступление вдоль шоссе Обоянь — Белгород.
В ходе Белгородско-Харьковской наступательной операции дивизия участвовала в ходе освобождения населённых пунктов Борисовка, Тамаровка, города Лебедин, а также в выходе на восточный берег реки Псёл, которую дивизия форсировала 3 сентября, выйдя в район города Гадяч.
15 сентября 1943 года полковнику Дмитрию Феоктистовичу Дрёмину было присвоено воинское звание «генерал-майор».
С 13 по 18 сентября дивизия участвовала в освобождении городов Лохвица и Пирятин, за что дивизии было присвоено почётное наименование «Пирятинская».
309-я стрелковая дивизия под командованием генерал-майора Дмитрия Дрёмина 22-24 сентября одной из первых вышла к Днепру, который сходу форсировала в районе села Балыко-Щучинка (Кагарлыкский район, Киевская область) и закрепилась на захваченном плацдарме.
Указом Президиума Верховного Совета СССР от 23 октября 1943 года за успешное форсирование реки Днепр южнее Киева, прочное закрепление плацдарма на западном берегу реки и проявленные при этом отвагу и геройство генерал-майору Дмитрию Феоктистовичу Дрёмину присвоено звание Героя Советского Союза с вручением ордена Ленина и медали «Золотая Звезда» (№ 2156).
С декабря 1943 по январь 1944 года дивизия принимала участие в Житомирско-Бердичевской наступательной операции, главной целью которой было освобождение Правобережной Украины. 28 января 1944 года дивизия попала в двойное окружение на Винницком направлении, из которого успешно вышла, сохранив боеспособность. С 1 марта 1944 года дивизия участвовала в Проскуровско-Черновицкой операции, в ходе которой наступала в направлении Староконстантинов — Проскуров. Всего на Правобережной Украине дивизия освободила около 200 населённых пунктов.
26 марта 1944 года дивизия вышла на советско-румынскую границу.
С 14 апреля по 1 мая 1944 года Дрёмин командовал 316-й стрелковой дивизией, с 17 мая по 18 сентября 1944 года — 237-й стрелковой дивизией, которая под командованием Дрёмина приняла участие в ходе Львовско-Сандомирской операции.
В сентябре 1944 года Дмитрий Феоктистович Дрёмин был назначен на должность заместителя командира 30-го стрелкового корпуса, в ноябре 1944 года — на должность заместителя командира 17-го стрелкового корпуса, а с 18 по 30 ноября временно командовал этим корпусом. Участвовал в Восточно-Карпатской операции, под его командованием корпус освободил город и крупную железнодорожную станцию Чоп. С января по февраль 1945 года принимал участие в Западно-Карпатской операции, освобождал Чехословакию и Польшу, участвовал в освобождении городов Кошице, Спишска Нова Вес.

### Послевоенная карьера
В феврале 1945 года Дрёмин тяжело заболел и был отправлен в госпиталь. С выздоровлением был направлен на должность начальника Курсов усовершенствования командного состава Уральского военного округа.
В январе 1946 года был назначен на должность заместителя командира 53-го стрелкового корпуса, а в мае 1947 года — на должность Ташкентского областного военного комиссара.
В феврале 1951 года генерал-майор Дмитрий Феоктистович Дрёмин вышел в отставку по болезни. Жил и работал в Ташкентe. Умер 12 декабря 1953 года. Похоронен на Боткинском кладбище.

## Награды
- Медаль «Золотая Звезда» (23.10.1943);
- два ордена Ленина (23.10.1943; 30.04.1945);
- три орденами Красного Знамени (25.03.1943; 03.11.1944; 15.11.1950);
- орден Суворова 2 степени (№ 440 от 27.08.1943);
- орден Красной Звезды (№ 1804 от 16.08.1936);
- медали.